# Rosa Sels
Rosa Sels, född den 26 september 1943 i Vorselaar, är en belgisk före detta tävlingscyklist som blev belgisk mästare i linjelopp och dubbel silvermedaljör vid Världsmästerskapen i landsvägscykling. Hon är syster till Edward Sels.

## Meriter

### Landsväg
1959
2:a i linjelopp vid Belgiska mästerskapen
10:a i linjelopp vid Världsmästerskapen
1960
 Belgisk mästare i linjelopp
 2:a i linjelopp vid Världsmästerskapen
1961
3:a i linjelopp vid Belgiska mästerskapen
9:a i linjelopp vid Världsmästerskapen
1963
 2:a i linjelopp vid Världsmästerskapen
1964
2:a i linjelopp vid Belgiska mästerskapen
 3:a i linjelopp vid Världsmästerskapen

### Bana
1961
3:a i individuellt förföljelselopp vid Belgiska mästerskapen